# 寺澤百花
寺澤百花（日语：／ Terasawa Momoka，9月18日—）是日本女性聲優，千葉縣出身，从属于Sigma Seven e公司。

## 經歷
寺澤百花成為聲優的起因是國中一年級時在學校活動上演的人偶劇中為角色配音，聽到有觀眾為自己演出的角色聲援而感到很開心。
寺澤百花畢業於Sigma Seven附屬養成所之後，於2018年4月1日加入Sigma Seven e。
2023年於動畫《柚木家的四兄弟》出演柚木岳。

## 人物
興趣是影片鑑賞、蒐集迪士尼度假區的冷知識。

## 出演作品
※粗體字為主要角色

### 電視動畫
2023年
- 柚木家的四兄弟（柚木岳[5]）

2024年
- 迷宮飯（學生1）
- 吹響吧！上低音號3（針谷佳穗[6]）
- 格鬥實況（迷你裙女性）
- 敗北女角太多了！（小鞠知花[7]）
- 夜樱家大作战（辛三〈幼少期〉）
- 波恰茲[8]

2025年
- 黑岩目高不把我的可愛放在眼裡（女子A、星野夢）
- 地縛少年花子君2（學生G）
- 秘密的偶像公主（第2期）（八王子ビビ[9]）
- mono女孩（伪娘）
- 銀河特快車 Milky☆Subway（千春[10]）
- 我們不可能成為戀人！絕對不行。（※似乎可行？）（女同學）
- 琉璃的寶石（岩雲舞花）
- 破爛千金被姊姊的原婚約者溺愛著（觀客）

### 網路動畫
2022年
- 蔚藍檔案「beautiful day dreamer」（花岡柚子）

### 遊戲
2019年
- 問答RPG 魔法使與黑貓維茲（寧羽．古雅奈[11]）

2021年
- 少女聖劍io（妙爾尼爾[11]）
- 蔚藍檔案（2021年 - 2024年 花岡柚子[12]）

2023年
- 逆轉奧賽羅尼亞（フラウフラン[11]）
- 東方LostWord（因幡天為[11]、魂魄妖夢[11]、蕾米莉亞．斯卡蕾特[11]）
- 神魔召喚GS（閃鬼ハズキ[13]）

2024年
- ReverseBlue×Re-birthEnd（闇虹[14]）
- 怪物彈珠（2024年 - 2025年 汪・汪[15]、澤恩[16]）
- 碧藍航線（Z11[17]）

2025年
- 轟炸少女（スイスイ[18]）
- PROGRESS ORDERS（薩普哈[19]）
- ToHeart 重製版（雛山理緒[20]）

## 外部連結
- 寺澤百花 - 株式會社Sigma Seven （页面存档备份，存于）
- 寺澤百花的X（前Twitter）